# 惠普尔病
惠普尔病（英語：Whipple's disease）是一种罕见的全身性感染性疾病，由惠普尔养障体细菌引起。由乔治·惠普尔于1907年首次描述，通常被认为是一种胃肠道疾病，惠普尔病主要引起吸收不良，可能影响人体的任何部位，包括心脏、大脑、关节、皮肤、肺和眼睛。体重减轻、腹泻、关节痛和关节炎是常见的表现症状，个体的表现差异很大，大约15%的患者没有标准的症状。
惠普尔病在男性中更为常见，87%的患者为男性。治疗时，惠普尔病通常可以通过长期抗生素治疗来治愈，如果未被诊断或治疗，最终可能是致命的。

## 症状
最常见的症状是腹泻、腹痛、体重减轻和关节痛。关节疼痛可能是由于迁移性非变形性关节炎引起的，可能在任何消化道症状出现之前就出现了；往往涉及大关节，可以以任何形式发生，并且不会损坏关节表面和导致关节变形。少数人会出现发烧和寒战。
在其更高级的形式中，吸收不良（从饮食中吸收营养不足）会导致消瘦和腹部淋巴结肿大。神经系统症状在患有严重腹部疾病的人中更为常见。慢性吸收不良性腹泻导致脂肪吸收不良，引起脂肪泻（粪便肥腻、难闻）、胀气和腹胀。也可能发生蛋白质丢失性肠病，导致白蛋白（一种血蛋白）耗竭，可能导致因渗透压降低而引起的外周性水肿。
几乎一半的患者皮肤色素沉着过度; 部分出现皮肤结节。可能会出现各种眼部问题，例如葡萄膜炎；通常与受影响眼睛的视力恶化和疼痛有关。少数病例报告了心内膜炎（心脏瓣膜感染），有时发生在没有其他症状的患者身上；通常被认为是由于心脏无法将液体泵入身体而导致的体液积聚导致的呼吸困难和腿部肿胀。
在受惠普尔病影响的人中，10-40%的人有与大脑受累有关的问题；症状与受影响的大脑部分有关。最常见的问题是痴呆、记忆力减退、精神错乱和意识水平下降。眼球运动障碍和面部肌律失常，统称为眼咀嚼性肌律失常，是惠普尔病的高度特征。 在某些情况下，会出现身体部分的虚弱和协调性差、头痛、癫痫发作和一些更不常见的神经系统特征。

## 发病机制
惠普尔养障体是放线菌的一种，是鸟分枝杆菌复合群（MAC）的远亲，部分解释了为什么惠普尔病与MAC细菌引起的疾病相似。这种疾病在农民和接触土壤和动物的人中很常见，表明感染是从这些来源获得的。
对这种疾病最敏感的个体是对摄入的病原体或颗粒进行细胞内降解的能力下降的个体，特别是巨噬细胞。一些研究表明，有缺陷的T淋巴细胞（特别是Th1群）功能可能是该疾病的重要诱发因素。CD11b（也称为整合素α）表达的循环细胞在易感个体中减少。CD11b在激活巨噬细胞以破坏细胞内摄入的惠普尔养障体细菌中具有重要作用。

## 诊断

高倍显微照片显示固有层中的特征性泡沫巨噬细胞，H&E染色

惠普尔病的常见临床症状包括腹泻、脂肪泻、腹痛、体重减轻、游走性关节病、发热和神经系统症状。体重减轻和腹泻是识别过程的最常见症状，但在此之前可能会出现慢性、无法解释的复发性非破坏性血清阴性关节炎，通常是大关节。
经典肠惠普尔病患者十二指肠和空肠的内镜检查可发现淡黄色毛茸茸的黏膜伴有红斑糜烂斑块，小肠X线片可显示一些增厚的皱襞。其他病理发现可能包括肠系膜上淋巴结肿大、固有层细胞增多和“泡沫状巨噬细胞”，以及在活检的高倍视野下淋巴细胞和浆细胞数量同时减少。
通过活检进行诊断，通常通过十二指肠内窥镜检查，其显示固有层中含有非抗酸革兰氏阳性杆菌的PAS阳性巨噬细胞。针对惠普尔养障体抗体的免疫组织化学染色已被用于检测各种组织中的生物体，并且还可以使用基于聚合酶链反应（PCR）的测定，如果对血液、玻璃体液、滑液、心脏瓣膜或脑脊液进行检测，则可以进行确认。唾液、胃液或肠液和粪便样本的PCR非常敏感，但特异性不够，这表明健康个体也可能携带致病细菌而没有惠普尔病的表现，但阴性PCR很可能表明健康个体。

## 治疗
治疗方法是使用青霉素、氨苄青霉素、四环素或复方新诺明一到两年。任何持续不到一年的治疗都有大约40%的复发率。截至2007年，专家建议惠普尔病应使用多西环素和羟氯喹治疗12至18个月。可以添加磺胺类药物（磺胺嘧啶或磺胺甲恶唑）来治疗神经系统症状。

## 流行病学
惠普尔病被认为是极其罕见的，发病率（每年新增病例数）为每百万人一例。患者主要是男性（在对美国患者的调查中为86%），在一些国家，女性接受惠普尔病诊断的比例近年来有所增加。主要发生在高加索种族中，表明该人群具有遗传倾向。惠普尔养障体是一种环境生物，通常存在于胃肠道中，无症状。几条证据表明，免疫中的某些缺陷（遗传或者后天）是使其致病的必要条件。免疫缺陷可能是惠普尔养障体特有的，因为该疾病与其他感染风险的显着增加无关。惠普尔病通常在中年时被诊断出来。德国的研究表明，自1960年代以来，诊断年龄一直在上升。

## 历史
1907年，惠普尔在《约翰斯·霍普金斯医院學报》（現已停刊）的一篇论文中以“肠道脂肪营养不良”首次描述这种疾病，病人是一名36岁的医疗传教士。长期以来，人们一直认为它是一种传染病，但直到1992年才完全确定了致病微生物。2003年，约翰斯·霍普金斯医院的医生与法国微生物学家迪迪埃·拉乌尔应用了新的诊断方法来储存惠普尔病原始患者的组织样本，并在这些组织中证明了惠普尔养障体。